# Maire Gullichsen
Maire Eva Johanna Gullichsen (née Ahlström le 24 juin 1907 à Pori et morte le 9 juillet 1990 à Pori) est un mécène de l'art en Finlande,.

## Biographie
Maire Gullichsen quite le lycée et en 1925 elle part étudier l'art à Paris  sous la direction de Santeri Salokivi, à la salle de dessin de l'université d'Helsinki (fi),  École de dessin de l'association des arts.
Elle suit les enseignements individuels de Werner Åström en 1926–1927 et étudie dans des académies libres à Paris en 1927–1928. 
En 1935, elle fonde Artek avec Aino et Alvar Aalto, dont l’objectif est de combiner art, technologie et science. En conséquence, des expositions d'art sont organisées dans les locaux d'Artek, qui, plus tard, en 1949, seront transférées à la galerie nouvellement créée Artek, associée à la galerie Anhava en 1997. La même année, Artek a commencé à travailler avec l'école libre d'art d'Helsinki fondée par Maire Gullichsen et où elle a également étudié.
La collaboration de Maire et Harry Gullichsen avec Aino et Alvar Aalto a permis de produire certains des exemples les plus célèbres d'architecture et d'art finlandais modernes. Il s'agit notamment de la Villa Mairea à Noormarkku, des bâtiments industriels et résidentiels d'Ahlström situés à Kauttua dans la commune d'Eura ou  Sunila à Kotka, ainsi que de nombreux objets en verre, tels que le vase Savoy.
À partir des années 1960, Maire Gullichsen a activement participé à la création du Musée d'art moderne de Pori.